# Език на птиците
В митологията, средновековната литература и окултизма езикът на птиците е постулиран като мистичен, съвършен, божествен език, използван от птиците при общуване с посветените.

## В скандинавската митология
В скандинавската митология способността за разбиране на езика на птиците е знак за голяма мъдрост. Бог Один има два гарвана - Хугин и Мунин, които летят по света и го информират за случващото се сред смъртните.
Легендарният крал на Швеция Даг Мъдри е толкова мъдър, че разбира какво говорят птиците. Той има ръчно врабче, което му носи новини.
Според Поетична Еда Сигурд случайно вкусва кръвта на дракона Фафнир, докато пържи сърцето му. Това му даде възможност да разбере езика на птиците и спасява живота му. Птиците около него обсъждат плановете на Регин да убие Сигурд.

## В суфизма
В суфизма езикът на птиците е мистичният език на ангелите. „Птичият събор“ представлява поема с мистични стихове на персийския поет Атар, състоящ се от 4647 двустишия.